# Sankt Henriks kyrka, Velkua
Sankt Henriks kyrka eller Velkua kyrka (finska: Pyhän Henrikin kirkko eller Velkuan kirkko) är en långhuskyrka i trä i Velkua i Nådendal i det finländska landskapet Egentliga Finland. Kyrkan som färdigställdes 1793 ligger på ön Palva och den är tillägnad Sankt Henrik. Kyrkan ägs av Nådendals kyrkliga samfällighet. Tidigare var kyrkan huvudkyrkan till Velkua församling som blev en del av Nådendals församling år 2005.
Velkua kyrka tillsammans med hela kyrkbyn bildar en värdefull byggd kulturmiljö av riksintresse och är därmed skyddat enligt lag.

## Historia och arkitektur
Velkua kyrka tillsammans med klockstapeln byggdes genom talkoarbete år 1793. Endast kyrkans förstuga på vänstra sidan är inte ursprunglig. Den var uppförd år 1882. Omkring kyrkan finns en gammal begravningsplats och i närheten ligger prästgården från slutet av 1800-talet. Velkua kyrkas yttre väggar har varit målade med rödmylla.
Kyrkans altartavla föreställer Kristi himmelsfärd och den har donerats till kyrkan av biskopen Jakob Gadolin år 1796. Ryska soldater plundrade kyrkan efter Skärgårdsslaget vid Palva sund år 1808. Endast altartavlan som hade gömts undan bevarades. År 1813 fick kyrkan nya kyrkklockor. Den andra klockan gick sönder senare och byttes till en ny klocka år 1880. Votivskeppet Lovisa Eleonora har gjorts av unga män i Velkua och donerats till kyrkan till minnet av skärgårdsslaget. I början av 1900-talet byggdes en orgelläktare till kyrkan. Läktaren revs under restaureringen år 1964 efter Museiverkets anvisningar.
Vid Velkua begravningsplats finns också ett hjältegravsområde för velkuabor varav 2 stupade i vinterkriget och 8 stupade i fortsättningskriget. Minneskorsen ritades av skulptören Ilmari Wirkkala åren 1941 och 1946.